# Teuzzone (Vivaldi)
Teuzzone (RV 736) ist eine Opera seria (Originalbezeichnung: „Dramma per musica“) in drei Akten von Antonio Vivaldi (Musik) mit einem Libretto von Apostolo Zeno. Die Uraufführung fand am 28. Dezember 1718 im Teatro Arciducale in Mantua statt.

## Handlung

### „Argomento“
“Troncone, Imperadore della Cina, restò ucciso in una battglia da lui data a’ ribelli, pochi giorni dopo, ch’egli aveva sposata, ma non goduta Zidiana, giovane di basse nascita, ma di vasti pensieri, amata per l’innanzi da Cino, e da Sivenio, i due primi Ministri della Corona. Per ragione di nascita, e di virtù apparteneva l’Imperio a Teuzzone figliuolo di Troncone; ma Zidiana procurò di usurparglielo, come chè poi ne fosse scacciata, rimanendo egli nel ligittimo suo possesso con Zelinda, Principessa Tartara, sua sposa.
 Su questa istoria si fonda la favola, la quale prende altresì molti fondamenti da varie leggi e riti de’ Cinesi, riferiti dal Padre Martini nella sua prima Deca, e da altri Scrittori delle cose di questo Imperio.
 I. Non sempre passava la Corona nel prossimo erede. Bisognava, che ne fosse confermato dal Testamento dell’ antecessore Monarca, e dalla consegna del sigillo Imperiale: il primo de’ quali era affidato al Governatore del Regno, e l’altro al Generale dell’armi.
 II. In un certo giorno dell’ anno, che quì si accenna essere il primo Maggio, si fa nella Cina la solennità della Giumenta, con ornarsi la Sala, o il Cortile Regio di addobbi e ciò in memoria della nascita del Mondo creduta da’ Cinesi in tal giorno pel calcio, che diede una Vacca ad un’uovo, onde ei dicono che quest’ Universo fortisse.
 III. Ognuno suol farsi in vita il seprolcro, e questo a Cielo aperto, e sotto di un qualche albero.
 IV. Lungo tempo durano le solennità de’ funerali, prima alla sepoltura, e poscia al cadavere.
 V. Amìda è una delle supreme loro Deità.
 VI. Quando nella Monarchia alcuno è in pericolo di vita, o pure in necessità di avanzare i suoi disegni, si finge indovino, o inspirato da qualche Deità: di che leggonsi frequenti esempli nelle sue Istorie.
 VII. Ognuno ha quante mogli li piace, o quante può mantenere.
 Tanto ho dovuto avvertire per piena intelligenza del Dramma.”

„Troncone, Kaiser von China, wurde wenige Tage nach seiner Hochzeit mit Zidiana, noch bevor er die Ehe vollziehen konnte, in einer Schlacht gegen Rebellen getötet. Zidiana war eine junge Frau von niedriger Geburt, aber von hochfliegenden Gedanken, die zuvor von Cino und Sivenio, den beiden wichtigsten Ministern der Krone, geliebt wurde. Aufgrund seiner Geburt und seiner Tugend fiel das Reich an Teuzzone, den Sohn Troncones; Zidiana strebte jedoch danach, es an sich zu reißen, sodass sie schließlich verbannt wurde und er zusammen mit seiner Braut Zelinda, einer tatarischen Prinzessin, in seinem legitimen Besitz blieb.
 Auf dieser Geschichte basiert diese Fabel, die außerdem viele Grundlagen aus verschiedenen Gesetzen und Riten der Chinesen bezieht, die vom Padre Martini in seiner ersten Deca [Sinicae historian decas prima, 1658] und von anderen Schriftstellern über die Dinge dieses Reiches berichtet wurden.
 I. Die Krone ging nicht immer an den nächsten Erben. Dies musste im Testament des vorigen Monarchen bestätigt und durch die Übergabe des kaiserlichen Siegels bestätigt werden: Das erstere war dem Reichsgouverneur anvertraut und das andere dem Waffengeneral.
 II. An einem bestimmten Tag des Jahres, der hier als der erste Mai angegeben ist, wird in China der Festtag der Stute gefeiert, bei dem der Saal oder der königliche Hof geschmückt wird, und dies zum Gedächtnis der Geburt der Welt, wie die Chinesen glauben, durch einen Tritt, den eine Kuh einem Ei gab, wodurch diesem Universum seine Kraft zugeschrieben wird.
 III. Ein jeder bereitet sich zu Lebzeiten sein Grab, und dieses unter offenem Himmel und unter irgendeinem Baum.
 IV. Die Trauerfeierlichkeiten benötigen viel Zeit – erst für das Begräbnis und dann für die Leiche.
 V. Amìda ist eine ihrer höchsten Gottheiten.
 VI. Wenn jemand in dieser Monarchie in Lebensgefahr ist oder einfach die Notwendigkeit sieht, seine Wünsche voranzutreiben, gibt er vor, Wahrsager oder von irgendeiner Gottheit inspiriert zu sein; davon sind in ihren Geschichten viele Beispiele zu lesen.
 VII. Jeder hat so viele Frauen wie es ihm gefällt oder so viele er unterhalten kann.
 Auf so viel musste ich für das vollständige Verständnis des Dramas hinweisen.“

### Kurzfassung
Erster Akt. Der chinesische Kaiser Troncone kommt in einer Schlacht gegen Rebellen ums Leben. In seinem Testament bestimmt er seinen Sohn Teuzzone zu seinem Nachfolger und beauftragt den Reichsgouverneur Cino und den General Sivenio, dies durchzusetzen. Troncones Verlobte Zidiana beschließt, die Macht an sich zu reißen und dafür die Gefühle Cinos und Sivenios auszunutzen, die beide in sie verliebt sind. Sie verspricht Sivenio die Ehe, damit er Cino überredet, das Testament zu fälschen. Sivenio macht Cino weis, dass Zidiana ihn dann heiraten werde. Zidiana hingegen will eigentlich Teuzzone zum Mann nehmen, der ihr als Herrscher untergeordnet sein soll. Cino verliest ein gefälschtes Testament, das sie zur Thronfolgerin bestimmt. Der protestierende Teuzzone wird eingekerkert und auf Drängen Sivenios zum Tode verurteilt. Nur Teuzzones heimliche Verlobte Zelinda, eine tatarische Prinzessin, tritt für ihn ein. Sie gibt sich als Priesterin aus und warnt vor einem Frevel. Zidiana erkennt darin eine Möglichkeit, den heimlich Geliebten zu retten. Sie bittet Zelinda, ihn zu einer Ehe mit ihr zu überreden.
Zweiter Akt. Mit Hilfe seiner Getreuen will Teuzzone seine Ansprüche gewaltsam durchsetzen. Der Aufstand wird jedoch schnell niedergeschlagen. Zelinda informiert Zidiana über Teuzzones Verlobung, ohne allerdings zu erwähnen, dass sie selbst die Braut ist. Zidiana will Teuzzones Leben schonen. Da Sivenio und Cino nachdrücklich seinen Tod fordern, verlangt sie einen ordentlichen Prozess und verspricht, dessen Urteil anzuerkennen. Cino und Sivenio verurteilen Teuzzone daraufhin in einem unfairen Prozess zum Tode. Während Sivenio keinerlei Skrupel hat, machen sich bei Cino allmählich Gewissensbisse bemerkbar. Trotz ihres Versprechens zögert Zidiana mit ihrer Unterschrift. Sie will Teuzzone noch eine Gelegenheit geben, sich für sie zu entscheiden. Er bleibt jedoch standhaft. Zidiana unterschreibt schließlich, schickt dann aber Zelinda zu ihm, die einen letzten Versuch unternehmen will, ihn umzustimmen.
Dritter Akt. Zelinda versammelt ihre tatarischen Soldaten unter General Argonte zu einem Gegenschlag. Sie offenbart Cino das Doppelspiel Zidianas und Sivenios. Es kommt zu einem heftigen Streit zwischen den beiden Würdenträgern. Zidiana erklärt ihnen, dass sie alle beide heiraten werde, da die chinesischen Gebräuche dies erlauben. Um Teuzzones Leben zu retten, versucht Zelinda ihn zu überreden, auf eine Ehe mit Zidiana einzugehen. Teuzzone lehnt dies weiterhin ab. Er würde den Tod vorziehen. Zelinda offenbart Zidiana, dass sie selbst Teuzzones Verlobte ist. Daraufhin beschließt Zidiana, beide beim Maifest den Göttern zu opfern. Vor der Opferzeremonie verliest Cino unter dem Vorwand, das Urteil zu verkünden, das echte Testament Troncones. Teuzzones Thronrecht ist somit bestätigt. Die Tataren nehmen Zidiana und die Verschwörer fest. Teuzzone vergibt allen außer Sivenio. Er wird nun Zelinda heiraten und über China herrschen.

### Erster Akt
Ein nächtlich beleuchtetes Schlachtfeld mit dem königlichen Zelt
Szene 1. Die Chinesen unter Kaiser Troncone haben den Rebellen Ingo besiegt und den Frieden im Reich wiederhergestellt. Troncone wurde jedoch tödlich verwundet. Auf seine Lanze gestützt ernennt er in Gegenwart des Reichsgouverneurs Cino und des Generals Sivenio seinen Sohn Teuzzone zu seinem Nachfolger. Er überreicht Cino das versiegelte Testament und Sivenio das für Teuzzone bestimmte königliche Siegel. Mit seinen letzten Worten bittet er die Würdenträger, seinem Erben treu zu dienen (Accompagnato Troncone: „Mà già vien meno il cor“).
Szene 2. Troncones Braut Zidiana trauert um den Verstorbenen (Arioso Zidiana: „Al fiero mio tormento“). Dann spricht sie mit dem Hauptmann Egaro über ihre heimliche Liebe zu Teuzzone, an dessen Seite sie über China herrschen will. Sie weiß, dass sowohl Cino als auch Sivenio in sie verliebt sind, und will deren Gefühle für ihre Zwecke nutzen (Arie Egaro: „Come suol la navicella“).
Szene 3. Zidiana verspricht Sivenio die Ehe, wenn er ihr dabei hilft, die Macht zu ergreifen (Arie Zidiana: „Tu mio vezzoso“).
Szene 4. Sivenio überredet Cino, Troncones Testament zu Zidianas Gunsten zu fälschen. Als Lohn werde er die Hand Zidianas erhalten (Arie Sivenio: „In trono assiso“).
Szene 5. Cino sieht die Erfüllung seiner Wünsche in greifbarer Nähe. Er ist bereit, dafür seine Rechtschaffenheit und die Vernunft zu opfern (Arie Cino: „Taci per poco ancora“).
Begräbnisstätte
Szene 6. Vor Beginn der Trauerfeier versichern sich Teuzzone und die tatarische Prinzessin Zelinda ihre gegenseitige Liebe (Arioso Teuzzone: „Ove giro il mesto sguardo“).
Szene 7. Cino, Sivenio, Egaro, Volk und Soldaten treffen ein, um den Verstorbenen zu ehren (Chor: „Dagl’Elisi ove posate“).
Szene 8. Zidiana beginnt mit ihrer Intrige, indem sie Cino die Ehe verspricht und zugleich Sivenio zuflüstert, dass sie eigentlich ihn meine (Arie Zidiana: „Sarò tua regina, e sposa“).
Szene 9. Zelinda spricht sich Mut zu (Arie Zelinda: „La timida cervetta“).
Das für die Proklamation des neuen Kaisers vorbereitete Amphitheater mit einem Thron und Sitzplätzen für das Publikum
Szene 10. Zidiana, Teuzzone, Sivenio und Cino schwören, die alten Gesetze zu befolgen und den Thronerben zu ehren (Quartett/Accompagnato: „Alma bella che vedi“). Anschließend verliest Cino das gefälschte Testament, das zu Teuzzones Erstaunen Zidiana zur Kaiserin erklärt. Alle ehren sie (Chor: „Viva Zidiana viva“), und Zidiana nimmt auf dem Thron Platz. Teuzzone hingegen protestiert öffentlich gegen diesen Verrat und schwört Rache (Arie Teuzzone: „Come fra turbini“).
Szene 11. Zidiana, Cino, Sivenio und Egaro lassen Teuzzone einkerkern. Widerstrebend folgt Zidiana dem Rat Sivenios und verurteilt ihn zum Tode.
Szene 12. Zelinda erhebt sich zu Teuzzones Verteidigung. Sie warnt Zidiana davor, ihre Regentschaft mit einem Verbrechen zu beginnen. Ohne ihren Namen zu nennen, stellt sie sich den anderen als Priesterin des Gottes Amída vor, die jeden Frevel erkennen und unverzüglich strafen könne. Zidiana gibt nach, befiehlt Cino aber, Teuzzone gut zu bewachen (Arie Cino: „Mi va scherzando in sen“). Auch Sivenio versichert ihr seine Treue (Arie Sivenio: „Non paventa già mai le cadute“).
Szene 13. Zidiana offenbart Zelinda ihre Liebe zu Teuzzone und bittet sie, zu ihm zu gehen, um ihn zu beschwichtigen. Er solle regieren, doch „durch sie“.
Szene 14. Zelinda weiß jetzt, dass sie in der Königin eine Rivalin hat (Arie Zelinda: „Ti sento si ti sento“).

### Zweiter Akt
Saal
Szene 1. Teuzzone will die Thronräuber durch einen Aufstand ihm ergebener Soldaten besiegen (Aria breve Teuzzone: „Di trombe guerriere“).
Szene 2. Zelinda fleht Teuzzone an, nicht auf Gewalt zu setzen, da er kaum eine Chance auf Erfolg habe. Da er sich nicht davon abbringen lässt, will sie mit ihren Tataren an seiner Seite kämpfen. Teuzzone lehnt das ab. Sie solle stattdessen für ihn beten (Arie Teuzzone: „Tornerò pupille belle“).
Szene 3. Zelindas Gefühle schwanken zwischen Hoffnung und Furcht (Arie Zelinda: „Un’ aura lusinghiera“).
Königspalast
Szene 4. Zidiana befiehlt ihren Wachen, Teuzzone mit allen Mitteln zu bekämpfen.
Szene 5. Zidiana kann nicht verstehen, warum Teuzzone ihre Liebe zurückweist und sie stattdessen bekriegt. Sie fragt Zelinda nach ihrer Einschätzung. Zelinda behauptet, sie habe noch nicht mit Teuzzone sprechen können, da die Kämpfe bereits ausgebrochen seien.
Szene 6. Egaro berichtet Zidiana, dass Teuzzone besiegt und festgenommen wurde. Zidiana bittet Egaro, sicherzustellen, dass sein Leben geschont und er ihr persönlich übergeben werde.
Szene 7. Zelinda teilt Zidiana (die ihre Identität noch immer nicht kennt) mit, dass Teuzzone schon lange mit der Tatarenprinzessin Zelinda verlobt sei.
Szene 8. Egaro informiert Zidiana darüber, dass Teuzzone lebe, Sivenio und Cino aber seinen Tod fordern (Arie Egaro: „La gloria del tuo sangue“).
Szene 9. Sivenio und Cino versuchen Zidiana davon zu überzeugen, dass Teuzzone eine Gefahr für sie darstelle, solange er am Leben sei. Zidiana verlangt für seine Hinrichtung das Urteil eines ordentlichen Prozesses. Ein solches werde sie unterzeichnen. Insgeheim hofft sie, Teuzzone dadurch zu retten (Arie Zidiana: „Vedi le mie catene“).
Szene 10. Sivenio überzeugt den zögernden Cino von der Notwendigkeit eines Unrechtsurteils.
Szene 11. Im Prozess erinnert Teuzzone an sein Geburtsrecht und weist auf die Unrechtmäßigkeit der Anklage hin. Cino und Sivenio verurteilen ihn direkt zum Tode. Teuzzones Willen können sie jedoch nicht brechen (Arie Teuzzone: „Si ribelle anderò, morirò“).
Szene 12. Sivenio drängt Cino, das Urteil trotz seiner Gewissensbisse zu unterschreiben (Arie Sivenio: „Non temer sei giunto in porto“ – Arie Cino: „Nel suo carcere ristretto“).
Szene 13. Zelinda bittet Zidiana, Gnade walten zu lassen.
Szene 14. Sivenio legt Zidiana das Urteil zur Unterschrift vor. Sie zögert jedoch und verspricht schließlich, es noch vor Sonnenuntergang zu unterschreiben.
Szene 15. Zidiana lässt Teuzzone zu einer geheimen Unterredung kommen, die Zelinda belauschen soll (Arie Zelinda: „Guarda in quest’occhi, e senti“).
Szene 16. Egaro führt Teuzzone herein. Zidiana erklärt ihm ihre Liebe und lässt ihm die Wahl zwischen dem Tod und dem Thron. Teuzzone entscheidet sich für den Tod und wird in den Kerker zurückgebracht.
Szene 17. Zidiana sieht keine Möglichkeit mehr, Teuzzone zu retten. Sie unterschreibt das Urteil. Da schlägt Zelinda vor, selbst noch einmal mit ihm zu reden, um ihn umzustimmen. Sie werde ihn ihr dann überlassen. Zidiana stimmt zu und beginnt zu hoffen (Arie Zidiana: „Ritorna a lusingarmi“).

### Dritter Akt
Wald in der Nähe des kaiserlichen Palasts
Szene 1. Zelinda versammelt die von ihrem General Argonte geführten tatarischen Truppen zu einem Angriff auf die Thronräuber. Da nähert sich Cino, der noch immer von Gewissensbissen geplagt wird (Arie Cino: „Quanto costi quanto costi al mio riposo“). Zelinda verrät ihm das Doppelspiel Zidianas, die nicht ihn, sondern Sivenio heiraten wolle (Arie Zelinda: „Con palme, ed allori“).
Szene 2. Als Cino Sivenio damit konfrontiert, gibt dieser zu, dass er selbst an Zidianas Seite den Thron besteigen werde. Es kommt zu einem heftigen Streit zwischen den beiden.
Szene 3. Cino und Sivenio teilen Zidiana mit, dass sie bis zum Tod um sie kämpfen wollen. Daraufhin erklärt Zidiana, dass sie beide in ihren Augen gleichwertig seien und die chinesischen Gesetze es ihr erlauben, alle beide zu heiraten (Arie Zidiana: „Si per regnar si per goder“).
Szene 4. Während Sivenio mit dieser Entscheidung einverstanden zu sein scheint, zeigt sich Cino zutiefst erschüttert (Arie Cino: „Son fra scogli, e frà procelle“).
Szene 5. Sivenio beschließt, den letzten Rest Anstand fallen zu lassen und Cino und notfalls auch Zidiana zu hintergehen, um die absolute Macht zu erhalten (Arie Sivenio: „Base al regno guida al trono“).
Unterirdisches Gefängnis
Szene 6. Teuzzone sehnt sich verzweifelt nach Zelinda (Aria breve Teuzzone: „Antri cupi infausti orrori“). Diese trifft ein und versucht, ihn zum Einlenken zu bewegen und sein Leben zu retten. Er solle wenigstens so tun, als würde er Zidiana lieben. Teuzzone lehnt dies ab. Er ist bereit zum Tod.
Szene 7. Teuzzone beharrt auch Zidiana gegenüber auf seiner Entscheidung.
Szene 8. Zidiana befiehlt Egaro, Teuzzone zur Hinrichtungsstätte zu führen. Teuzzone bittet sie, seine Braut über seinen Tod zu informieren. Er sei mit ihrem Namen auf den Lippen gestorben (Aria breve Teuzzone: „Dille, ch’il viver mio“).
Szene 9. Zelinda gibt sich Zidiana als Teuzzones Verlobte zu erkennen und fordert sie auf, sie mit ihm zu vereinen. Zidiana fühlt sich von Zelinda verraten, aber auch von ihrer Schwäche für Teuzzone befreit (Arie Zidiana: „Io sembro apunto“).
Szene 10. Zelinda bezweifelt, dass der Tod ihre heftigen Gefühle beruhigen kann (Arie Zelinda: „Hò nel seno un doppio ardore“).
Vernebelte Bühne mit einem für das Opfer vorbereiteten Altar in der Mitte
Szene 11. Teuzzone soll beim Mai-Fest in einem feierlichen Ritual geopfert werden (Quartett Zidiana/Cino/Sivenio/Egaro mit Chor: „Liete voci amiche trombe“ – „L’aura, l’erbo, l’onda, il fiore“).
Szene 12. Zidiana verkündet, dass Zelinda das Schicksal Teuzzones teilen soll, da sie sich als Priesterin ausgegeben und sie und die Götter verhöhnt habe.
Szene 13. Zelinda wird hereingeführt und kann Teuzzone noch einmal umarmen. Die Erlösung bringt Cino: Unter dem Vorwand, das Urteil zu verkünden, verliest er das originale Testament Troncones, das Teuzzone zum Thronfolger erklärt (Accompagnato Cino: „Sangue, virtù, dovere“). Er erklärt, dass Teuzzone der rechtmäßige König und Sivenio ein Verräter sei.
Der Nebel löst sich auf, und ein majestätischer Palast erscheint
Szene 14. Zelindas General Argonte greift mit seinen Soldaten ein und nimmt Zidiana und ihre Helfer fest. Der neue König Teuzzone vergibt ihnen gnädig. Nur Sivenio soll sein Schicksal in einem düsteren Turm erwarten. Er wird fluchend abgeführt. Teuzzone erklärt Zelinda zu seiner Frau und dankt Cino. Alle feiern (Chor: „In sen della virtude“).

## Werkgeschichte
Antonio Vivaldi komponierte Teuzzone als erste Oper der Karnevalssaison 1719 des Teatro Arciducale in Mantua. Er wirkte dort als „maestro di cappella da camera“ des Landgrafen Philipp von Hessen-Darmstadt, des kaiserlichen Gouverneurs von Mantua, und war in dieser Spielzeit alleiniger Impresario des Theaters.:239f
Als Libretto nutzte er den Teuzzone von Apostolo Zeno, der erstmals am 9. Januar 1706 im Teatro Regio Ducale in Mailand in einer Vertonung von Paolo Magni und Clemente Monari aufgeführt worden war. Den literarischen Hintergrund entnahm Zeno Jean Racines Bajazet (1672) und Thomas Corneilles Tragödie Le comte d’Essex (1678). Letzteres wiederum behandelt die Beziehung der englischen Königin Elisabeth I. mit dem Earl of Essex, deren Charakterzüge in Zidiana und Teuzzone erkennbar blieben.:244 Konkrete Vorlage für Vivaldis Oper war eine im September 1716 im Teatro Carignano Turin von den Komponisten Girolamo Casanova (erster und zweiter Akt) und Andrea Stefano Fiorè (dritter Akt) verwendete Fassung, von der die meisten Arientexte übernommen wurden. Einige Details der Rezitative wiederum basieren auf einer 1707/1708 in Venedig mit Musik von Antonio Lotti gespielten Textfassung. Auch die Figur des Argonte war 1716 durch eine tatarische Kriegerin namens Talestri ersetzt worden, taucht hier aber wieder auf. Möglicherweise wurden noch weitere Textfassungen genutzt.:244f
Die Musik ist in zwei vollständigen Manuskript-Kopien überliefert. Das eine (F. 33 aus der Biblioteca Nazionale Universitaria in Turin) enthält an vielen Stellen Korrekturen Vivaldis und autographe Ersatzarien.:245 Es handelt sich offenbar um eine nicht aufgeführte Urfassung. Das andere (B 125 aus der Staatsbibliothek Preussischer Kulturbesitz in Berlin) stammt ausschließlich von Kopisten und entspricht dem gedruckten Libretto.:245
Die Herkunft der Musik gibt einige Rätsel auf. Der Name des Komponisten ist im gedruckten Libretto nicht genannt. Das war damals bei Pasticci üblich. Die ausgetauschten Arien im Manuskript F. 33 könnten darauf hindeuten, dass Vivaldi die Partitur der Turiner Oper von Casanova und Fiorè als Startpunkt nahm und die Arien sukzessive durch eigene Kompositionen austauschte. Allerdings ist die Qualität der Rezitative typisch für Vivaldi. Außerdem wurden auch einige von Vivaldis eigenen Arien ersetzt.:246f Nur eine einzige Arie (Zidianas „Tu mio vezzoso“, I:3) ist möglicherweise von der Sängerin selbst eingebracht worden. Den Großteil der Arien übernahm Vivaldi aus seinen eigenen älteren Opern und passte sie an den neuen Text an.:261 Drei Arien sind im Ryom-Verzeichnis Giuseppe Maria Orlandini zugeschrieben.
Bei der Uraufführung am 28. Dezember 1718 sangen Giuseppe Pederzoli (Troncone und Argonte), Margherita Gualandi „la Campioli“ (Teuzzone), Anna D’Ambreville Perroni (Zidiana), Teresa Muzzi (Zelinda), Gaspare Gerì (Cino), Giovanni Francesco Benedetti (Sivenio) und Lorenzo Beretta (Egaro). Die Bühnenbilder stammten vermutlich von Giovanni Antonio Mauro, der auch die Widmung im Libretto unterzeichnete.:242 Die Aufführung war ein großer Erfolg, wie ein Bericht der städtischen Zeitung vom 30. Dezember belegt, die den Sängern bescheinigte, dass sie „ihre Partien erfolgreich gesungen“ hätten.
1996 entstand eine Studioaufnahme unter dem Dirigenten Sandro Volta. Jordi Savall präsentierte die Oper konzertant im Juni 2011 im Schloss Versailles und 2017 im Gran Teatre del Liceu in Barcelona.
Eine von Alessandro Borin und Antonio Moccia herausgegebene kritische Ausgabe der Oper erschien 2021 beim Musikverlag Ricordi.

## Gestaltung
Die Oper zeichnet sich durch großen Abwechslungsreichtum aus. Vivaldi beschränkte sich nicht auf den in der Opera seria üblichen Wechsel von Rezitativ und Da-capo-Arie. Es gibt Accompagnato-Rezitative, Eingangsarien, Duette und Ensemble-Stücke. Auch in der Instrumentierung und in den Harmonien erweist sich Vivaldi als experimentierfreudig.
Durch die auf größtmöglichen Erfolg ausgerichtete Auswahl der Arien entstand ein Kompendium der besten Stücke aus Vivaldis frühen Opern. Besonders wirkungsvoll sind Zelindas „Ti sento si ti sento“ (I:14), das er immer wieder in verschiedenen Opern unterbrachte, die aus Orlando finto pazzo übernommene Wutarie des Teuzzone „Si ribelle anderò, morirò“ (II:11) und Cinos Bravourarie „Son fra scogli, e frà procelle“ (III:4), die im Orchestersatz das stürmische Meer abbildet.
Das Orchester benötigt zwei Oboen, zwei Trompeten, Streicher und Basso continuo.

### Musiknummern
Die Oper enthält die folgenden Musiknummern:
- Sinfonia – vgl. Arsilda, regina di Ponto RV 700
  - 1. Allegro (C-Dur); für Streicher und Basso continuo
  - 2. Andante (c-Moll); für Violinen I/II, Viola und Basso continuo
  - 3. … (C-Dur); für Violinen I/II, Viola und Basso continuo

Erster Akt
- Szene 1. Rezitativ: „Nostro amici è ’l trionfo“
  - Rezitativ (Troncone): „Mà già vien meno il cor“ – für Streicher und Basso continuo (zweite Vertonung)
- Szene 2. Arioso (Zidiana): „Al fiero mio tormento“ – Largo (F-Dur); für Violinen I/II/Viola/Basso continuo
  - Rezitativ: „Reina egl’è ben giusto il tuo dolore“
  - Arie (Egaro): „Come suol la navicella“ – Allegro (G-Dur); für Streicher und Basso continuo
- Szene 3. Rezitativ: „Ne miei lumi ò Reina“
  - Arie (Zidiana): „Tu mio vezzoso“ – Andante staccato (G-Dur); für Streicher und Basso continuo
- Szene 4. Rezitativ: „Signor te appunto io qui attendea“
  - Arie (Sivenio): „In trono assiso“ – Allegro (a-Moll); für Violinen I/II/Viola/Basso continuo; vgl. La costanza trionfante degl’amori e degl’odii RV 706a I:12
- Szene 5. Rezitativ: „Innocenza, ragion, vorrei ch’ancora“
  - Arie (Cino): „Taci per poco ancora“ – Allegro (B-Dur); für Violinen I/II, Viola und Basso continuo; vgl. Armida al campo d’Egitto RV 699c III:9; Giustino RV 717 II:10; Tieteberga RV 737 III:13
- Szene 6. Arioso (Teuzzone): „Ove giro il mesto sguardo“ – … (g-Moll); für Streicher und Basso continuo (Musik von Giuseppe Maria Orlandini)
  - Rezitativ: „Zelinda, o Dio, Zelinda tanto in vano aspettata“
- Szene 7. Chor (SAB): „Dagl’Elisi ove posate“ – … (F-Dur); für Streicher und Basso continuo
  - Rezitativ: „Perche l’ora più fausta al tuo riposo“
  - Chor (SAB): „Dagl’Elisi ove posate“ – … (F-Dur); für Streicher und Basso continuo
- Szene 8. Rezitativ: „D’arte e d’inganno ecco reina il tempo“
  - Arie (Zidiana): „Sarò tua regina, e sposa“ – Allegro (C-Dur); für Streicher und Basso continuo; vgl. L’incoronazione di Dario RV 719 II:15
- Szene 9. Rezitativ: „Udiste, ò cieli udiste, e che far posso“
  - Arie (Zelinda): „La timida cervetta“ – Allegro (D-Dur); für Violinen I/II, Viola/Basso continuo; vgl. La costanza trionfante degl’amori e degl’odii RV 706a II:6
- Szene 10. Ritornell – … (D-Dur); für Streicher und Basso continuo
  - Rezitativ: „Pria che del morte rè l’alto si spieghi“
  - Rezitativ (Cino): „Noi della cina imperator Troncone“ – für Streicher und Basso continuo
  - Rezitativ: „Zidiana à chiare note leggi, Troncone“
  - Chor (SATB): „Viva Zidiana viva“ – … (D-Dur); für Streicher und Basso continuo
  - Ritornell – … (D-Dur); für Streicher und Basso continuo
  - Rezitativ: „Cinesi, i rè temuti non fa i sesso“
  - Arie (Teuzzone): „Come fra turbini“ – Allegro (d-Moll); für Violinen I/II, Viola und Basso continuo; vgl. Arsilda, regina di Ponto RV 700 II:5
- Szene 11. Rezitativ: „Custodi di contumace s’arresti“
- Szene 12. Rezitativ: „Fermate iniqui, e non osate à danni“
  - Arie (Cino): „Mi va scherzando in sen“ – … (a-Moll); für Violinen I/II und Basso continuo; vgl. L’incoronazione di Dario RV 719 II:8
  - Rezitativ: „Sivenio in te confido“
  - Arie (Sivenio): „Non paventa già mai le cadute“ – Allegro (c-Moll); für Violinen I/II, Viola/Basso continuo; vgl. Orlando finto pazzo RV 727 III:9
- Szene 13. Rezitativ: „Tù s’egli è ver che tanto giungi“
- Szene 14 [„ultima“]. Rezitativ: „Mio core io m’inganno“
  - Arie (Zelinda): „Ti sento si ti sento“ – Allegro (E-Dur); für Streicher und Basso continuo; vgl. La costanza trionfante degl’amori e degl’odii RV 706a I;14; Artabano, re de’ Parti RV 706b II:19; Ercole su’l Termodonte RV 710 III:7

Zweiter Akt
- Szene 1. Aria breve (Teuzzone): „Di trombe guerriere“ – … (D-Dur); für zwei Trompeten, zwei Oboen und Basso continuo
  - Rezitativ: „Hò vinto, ò fidi, hò vinto“
- Szene 2. Rezitativ: „Ove ò prence fra l’armi?“
  - Arie (Teuzzone): „Tornerò pupille belle“ – Allegro (B-Dur); für Violinen I/II und Basso continuo (Musik von Giuseppe Maria Orlandini)
- Szene 3. Rezitativ: „Parte il mio sposo, oh Dio“
  - Arie (Zelinda): „Un’ aura lusinghiera“ – Allegro (D-Dur); für Violinen I/II, Viola/Basso continuo; vgl. La costanza trionfante degl’amori e degl’odii RV 706a III:3; Doriclea RV 706e III:8
- Szene 4. Rezitativ: „Teuzzon vuol armi ed’ire“
- Szene 5. Rezitativ: „Regina à te mi guida“
- Szene 6. Rezitativ: „Mia sovranna à tuoi voti“
- Szene 7. Rezitativ: „Amica qual pietà per Teuzzon?“
- Szene 8. Rezitativ: „Sospese il tuo commando“
  - Arie (Egaro): „La gloria del tuo sangue“ – … (F-Dur); für zwei Oboen, Streicher und Basso continuo; vgl. Giustino RV 717 I:8; Tieteberga RV 737 II:7
- Szene 9. Rezitativ: „Mercè al vostro valor che sù la fronte“
  - Arie (Zidiana): „Vedi le mie catene“ – … (A-Dur); für Streicher und Basso continuo
- Szene 10. Rezitativ: „Qui tosto il reo si guidi“
- Szene 11. Rezitativ: „Teuzzone rendasi questo onore“
  - Arie (Teuzzone): „Si ribelle anderò, morirò“ – Presto (d-Moll); für Streicher und Basso continuo; vgl. Orlando finto pazzo RV 727 III:12; Orlando RV 728 III:13
- Szene 12. Rezitativ: „Niega essequir la destra“
  - Arie (Sivenio): „Non temer sei giunto in porto“ – Allegro (d-Moll); für Violinen I/II, Viola und Basso continuo
  - Rezitativ: „Scrissi che vuoi di brama crudele“
  - Arie (Cino): „Nel suo carcere ristretto“ – Allegro (D-Dur); für Violinen I/II, Viola und Basso continuo; vgl. Mio cor povero cor RV 690.10; La Silvia RV 734 II:4
- Szene 13. Rezitativ: „Condannato è reina l’innocente amor tuo“
- Szene 14. Rezitativ: „Conturnace alle leggi“
- Szene 15. Rezitativ: „Arde Sivenio, e tollerarlo, è forza“
  - Arie (Zelinda): „Guarda in quest’occhi, e senti“ – Andante (G-Dur); für Streicher und Basso continuo; vgl. Ottone in villa RV 729a III:4
- Szene 16. Rezitativ: „Due seggi qui reina ecco il prence“
- Szene 17. Rezitativ: „T’ubbidirò spietato, e sù quel foglio“
  - Arie (Zidiana): „Ritorna a lusingarmi“ – … (Fis-Dur); für Streicher und Basso continuo (Musik von Giuseppe Maria Orlandini); vgl. Artabano, re de’ Parti RV 706c I:14; Griselda RV 718 I:7; Ritorna a lusingarmi RV Anh. 59.25

Dritter Akt
- Szene 1. Rezitativ: „Già disposti i miei fidi“
  - Arie (Cino): „Quanto costi quanto costi al mio riposo“ – Largo (C-Dur); für Basso continuo
  - Rezitativ: „Cino… Vergine saggia“
  - Arie (Zelinda): „Con palme, ed allori“ – Allegro (D-Dur); für zwei Trompeten, zwei Oboen, Streicher und Basso continuo; vgl. Scanderbeg RV 732 II:9, La verità in cimento RV 739 III:2
- Szene 2. Rezitativ: „Cieli, ch’io ’l creda? E sara vero?“
- Szene 3. Rezitativ: „Principi, onde tant’ire? E qual furore“
  - Arie (Zidiana): „Si per regnar si per goder“ – … (D-Dur); für Streicher und Basso continuo; vgl. Armida al campo d’Egitto RV 699c II:11; Giustino RV 717 III:5; Tieteberga RV 737 II:12
- Szene 4. Rezitativ: „Il colpo mi stordi“
  - Arie (Cino): „Son fra scogli, e frà procelle“ – … (A-Dur); für Streicher und Basso continuo
- Szene 5. Rezitativ: „Ah Sivenio crudel, che tal ben deggio“
  - Arie (Sivenio): „Base al regno guida al trono“ – Andante (B-Dur); für Violinen I/II, Viola und Basso continuo (zweite Vertonung)
- Szene 6. Aria breve (Teuzzone): „Antri cupi infausti orrori“ – Largo (c-Moll); für Violinen I/II/Viola/Basso continuo
  - Rezitativ: „A che m’astringi amor. Teuzzone io vengo“
- Szene 7. Rezitativ: „T’arresta o’ Dei sdegna più lunghi induggi“
- Szene 8. Rezitativ: „Regina… Alla sua pena“
  - Aria breve (Teuzzone): „Dille, ch’il viver mio“ – Andante (d-Moll); für Violinen I/II und Basso continuo
- Szene 9. Rezitativ: „Vanne spietato vanne quella pena“
  - Arie (Zidiana): „Io sembro apunto“ – Allegro (A-Dur); für Violinen I/II und Basso continuo; vgl. Ercole su’l Termodonte RV 710 II:9; Ottone in villa RV 729a II:11
- Szene 10. Rezitativ: „Chi sà, stelle, chi sà che di mie vene“
  - Arie (Zelinda): „Hò nel seno un doppio ardore“ – Allegro (A-Dur); für Violinen I/II, Violen I/II und Basso continuo
- Szene 11. Quartett (Zidiana, Cino, Sivenio, Egaro) mit Chor: „Liete voci amiche trombe“ / „L’aura, l’erbo, l’onda, il fiore“ – … (D-Dur); für Streicher und Basso continuo
  - Rezitativ: „Al nume, ch’in crearlo“
- Szene 12. Rezitativ: „Spettacoli funesti!“
- [Szene 13.] Rezitativ (Cino): „Sangue, virtù, dovere“ – für Streicher und Basso continuo
  - Rezitativ: „Come che son tradita“
- Szene 13 [14] [„ultima“]. Rezitativ: „Che fàro? Siam perduti“
  - Chor (SATB): „In sen della virtude“ – … (D-Dur); für Streicher und Basso continuo

Anhang
- Szene I:2. Aria breve (Zidiana): „Alma mia frà tanti affanni“ – Andante (f-Moll); für Basso continuo
- Szene I:3. Arie (Zidiana): „Caro adorato bene“ – Allegro (C-Dur); für Violinen I/II, Violen I/II und Basso continuo (nur durchgestrichener Anfang und Schluss)
- Szene I:6. Arie (?): „Mà più teneri sospiri“ – … (d-Moll); für Instrument, Streicher und Basso continuo
  - Aria breve (Teuzzone, Zelinda): „Che amaro tormento“ – Allegro (d-Moll); für Violinen I/II und Basso continuo (durchgestrichen)
- Szene I:7. Arie (?): „Mesto mesto e pietoso“ – … (h-Moll); für Instrument, Streicher und Basso continuo (nur durchgestrichener Schluss)
- Szene I:8. Arie (Alt): „Il core amante“ – … (h-Moll); für Streicher und Basso continuo (nur durchgestrichenes Ritornell und Arienschluss)
- Szene I:14. Rezitativ: „Non mai frode si rese con più innocenza“
- Szene II:9. Arie (? Zelinda): „Ahi che sento mel mio core“ – Largo (C-Dur); für Streicher und Basso continuo (durchgestrichenes Fragment)
- Szene II:12. Arie (Sivenio): „Or che toglie amico fato“ – … (a-Moll); für Violinen I/II, Viola/Basso continuo (durchgestrichenes Fragment); vgl. Giustino RV 717 II:12
- Szene III:8. Arie (Teuzzone): „Dille ch’il viver mio“ – Andante (g-Moll); für Streicher und Basso continuo (nur durchgestrichener Anfang und Schluss)
- Szene III:9. Arie (Zelinda): „Per lacerarlo per fulminarlo“ – Presto (F-Dur); für Streicher und Basso continuo

Ausgetauschte Werkteile (Texte im Libretto)
- Szene I:1. Rezitativ (Troncone); für Streicher und Basso continuo (erste Fassung): „Ma già vien meno il cor“
- Szene III:4. Arie (Cino): „Son frà sirti e fra procelle“ – Allegro (A-Dur); für Streicher und Basso continuo (erste Vertonung mit abweichendem Text; nur durchgestrichener Anfang); vgl. Arsilda, regina di Ponto RV 700 I:3
- Szene III:5. Arie (? Sivenio): „Grande al grande“ – … (g-Moll); für Violinen I/II und ? Basso continuo (erste Vertonung; nur durchgestrichener Schluss)

## Aufnahmen
- 1996 – Sandro Volta (Dirigent), Orchestra dell’Opera Barocca del Teatro di Guastella.
 Mauro Pagano (Troncone und Argonte), Maurizia Brazzoni (Teuzzone), Fernanda Piccini (Zidiana), Susanna Bartolanei (Zelinda), Angelo Manzotti (Cino), Marcello Lippi (Sivenio), Andrea Favari (Egaro).
 Studioaufnahme; Rezitative gekürzt.
 Tactus TC 677280 (3 CDs), Brilliant Classics 93351 (3 CDs).[6]
- Juni 2011 – Jordi Savall (Dirigent), Le Concert des Nations.
 Makoto Sakurada (Troncone und Argonte), Paolo Lopez (Teuzzone), Raffaella Milanesi (Zidiana), Delphine Galou (Zelinda), Roberta Mameli (Cino), Furio Zanasi (Sivenio), Antonio Giovannini (Egaro).
 Aufgenommen im Schloss Versailles; nach der kritischen Ausgabe von Alessandro Borin, Edizione Musedita.
 Naïve OP 30513; Opere teatrali vol. 16; Tesori del piemonte vol. 49.[7]
- 25. Februar 2017 – Jordi Savall (Dirigent), Le Concert des Nations.
 Carlo Allemano (Troncone und Argonte), Paolo Lopez (Teuzzone), Marta Fumagalli (Zidiana), Sonia Prina (Zelinda), Roberta Mameli (Cino), Furio Zanasi (Sivenio), Aurelio Schiavoni (Egaro).
 Live, konzertant aus dem Gran Teatre del Liceu, Barcelona.
 Radioübertragung von Deutschlandfunk Kultur am 15. April 2017.[12][8]